# Мадам Павутина (фільм)
«Мадам Павутина» (англ. Madame Web) — американський супергеройський фільм, заснований на однойменному персонажі Marvel Comics. Створений компаніями Columbia Pictures та Di Bonaventura Pictures та поширюється Sony Pictures Releasing. П'ятий фільм медіафраншизи «Всесвіт Людини-павука від Sony». Режисером виступила Ес Джей Кларксон, сценаристами — Метт Сазама и Берк Шарплесс. Головну роль виконала Дакота Джонсон; також у фільмі зіграли Сідні Свіні, Селеста О’Коннор, Ізабела Монер, Тахар Рахім, Емма Робертс, Майк Еппс, Адам Скотт та Заша Мемет.
Компанія Sony розпочала розробку фільму про Мадам Павутину для свого спільного всесвіту у вересні 2019 року, а Шарплесс і Сазама були найняті для написання сценарію. Кларксон приєдналася до проєкту у травні 2020 року, а Джонсон пройшла кастинг на початку 2022 року, після чого у наступні місяці було проведено додаткові кастинги. Зйомки почалися в середині липня 2022 в Бостоні і по всьому штату Массачусетс до вересня, потім у Нью-Йорку та Мексиці, завершившись до середини жовтня.
Прем'єра фільму у США відбулася 12 лютого 2024 року.

## Сюжет
У 1973 році дослідницька група під керівництвом Єзекіїля Сімса та вагітної Констанції Вебб перебуває в експедиції в джунглях Перу. Дослідники виявляють невідомий вид павука, чия отрута має цілющі властивості. Єзекіїль забирає павука та покидає команду. Констанцію рятує місцеве плем'я та за допомогою укусу павука подовжує її життя достатньо, щоб жінка народила дочку, яку називає Кассандрою.
Минуло 30 років. Кассандра (Кессі), виросла в дитячому притулку та живе сама в Квінсі, Нью-Йорк, працюючи фельдшеркою зі своїми колегами: Бенджаміном «Беном» Паркером і О'Нілом. Одного разу, намагаючись урятувати водія автомобіля, що звисає з мосту, Кессі падає у воду та ледве не помирає. Бен реанімує її, але для Кессі це не минає безслідно: вона бачить видіння. Коли видіння про смерть О'Ніла на роботі збувається, Кессі розуміє, що отримала здатність до передбачення.
Єзекіїль, який отримав завдяки отруті павука таку ж силу, як Кессі, а також збільшив свої фізичні здібності, передбачає, що його вб'ють троє дівчат. Тому він розшукує їх: Джулію Корнволл, Аню Коразон і Метті Франклін. Кессі також бачить видіння з ними та перешкоджає Єзекіїлю влаштувати на них засідку на Центральному вокзалі. Вона викрадає таксі та вивозить Джулію, Аню та Метті за місто, щоб сховати їх у найближчому лісі.
Коли Кессі повертається до своєї квартири, то знаходить записки своєї покійної матері. Джулія, Аня та Метті не довіряють попередженням Кессі та йдуть до фастфуду, де Єзекіїль вдруге їх знаходить. Завдяки своїм видінням, Кессі розуміє, що поступається в фізичній силі Єзекіїлю, проте може перемогти його винахідливістю. Вона використовує таксі, щоб протаранити Єзекіїля, після чого переконує Бена дати дівчатам прихисток.
Кессі летить у Перу і шукає вождя племені, який врятував її матір. Вождь, очікуючи її прибуття, піддає Кессі ритуалу, який відокремлює її душу від тіла. Це дозволяє їй зрозуміти «Павутину життя», в якій усі живі істоти пов'язані крізь час і простір. Кессі також дізнається, що її мати, далеко не егоїстична жінка, якою вона завжди сприймала свою матір, шукала павука, щоб врятувати дочку від смертельної спадкової хвороби.
У вагітної невістки Бена, Мері, починаються пологи, і він змушений забрати дівчат із собою в лікарню. Єзекіїль знову перестріває їх, але Кессі вдається врятувати дівчат у кареті швидкої допомоги та відволікти Єзекіїля, щоб Бен і Мері могли втекти. Група заманює Єзекіїля на фабрику феєрверків, де влаштовує на нього пастки. Кессі викликає медичний евакуаційний гелікоптер, щоб полетіти до місця їхнього перебування. Єзекіїль знищує гелікоптер і змушує дівчат розділитися, а потім глузує з Кессі. Та Кессі, скориставшись «Павутиною життя», скеровує Метті, Аню та Джулію в безпечне місце, перш ніж влаштувати останню пастку. Єзекіїль падає з даху і його розчавлює буквою з вивіски «Pepsi-Cola» на будівлі. Однак, феєрверк влучає Кессі в обличчя і вона сліпне.
Кессі рятують і доставляють до тієї ж лікарні, що й Бена та Мері, саме тоді, коли остання народжує сина (Пітера Паркера, майбутнього Людину-павука). Кессі виявляється сліпою та з паралізованими ногами, натомість вона здобуває здатність бачити будь-чиє майбутнє. Кессі запевняє дівчат, що буде для них наставницею, коли прийде час.

## Акторський склад
- Дакота Джонсон — Кассандра Вебб / Мадам Павутина: ясновидиця, чиї здібності дозволяють їй бачити зв'язки між істотами в часі та просторі.
- Сідні Суїні — Джулія Карпентер / Жінка-павук.
- Ізабела Монер — Аня Коразон / Дівчина-павук.
- Тахар Рахім — Єзекіїль Сімс.
- Майк Еппс — О'Ніл.
- Емма Робертс — Мері Паркер.
- Адам Скотт — Бен Паркер.
- Керрі Біше — Констанція Вебб.

## Виробництво

### Розробка
Після роботи над фільмом «Морбіус» (2022), що входить до медіафраншизи «Всесвіт Людини-павука від Sony», Sony Pictures у вересні 2019 року найняла Метта Сазаму і Берка Шарплесса для написання сценарію, в центрі якого буде персонаж Мадам Павутина. За проєктом спостерігав виконавчий віце-президент Sony Палак Патель. Керем Санга раніше написав чернетку до фільму. У травні 2020 Ес Джей Кларксон була найнята для розробки і режисури першого жіночо-орієнтованого фільму Marvel від Sony, яким, як повідомлялося, буде «Мадам Павутина». Студія хотіла залучити до проекту відому актрису, таку як Шарліз Терон або Емі Адамс, а потім найняти нового сценариста для подальшої розробки фільму за її участю. Після зустрічей із кількома «зірками першої величини» на головну роль Sony звузила список претендентів у грудні 2021 та січні 2022 року. Дакота Джонсон стала лідером до кінця 2021 року, а на початку лютого велися переговори про те, щоб зіграти роль Мадам Павутини. У той же час було підтверджено, що режисером «Мадам Павутини» стане Кларксон. У березні Сідні Свіні була залучена до фільму разом із Джонсон. Джастін Кролл з Deadline Hollywood назвав проект «версією» Доктора Стренджа « від Sony» через здібності Мадам Павутини в коміксах, проте він зазначив, що фільм може відійти від вихідного матеріалу, оскільки в коміксах Мадам Павутина — жінка похилого віку на ім'я Кассандра Вебб, підключена до системи життєзабезпечення, яка виглядає як павутиння. Кролл зазначив, що через це фільм може «перетворитися на щось інше». Грант Германс із Screen Rant відзначив припущення про те, чи грає Джонсон Кассандру Вебб або молодшу Джулію Карпентер. Через місяць Sony призначила дату виходу «Мадам Павутини» на 7 липня 2023 року і підтвердила, що Джонсон і Свіні зіграють у фільмі головні ролі. Компанія Di Bonaventura Pictures виступає співпродюсером фільму поряд з Columbia Pictures, а Лоренцо ді Бонавентура, Ерік Хаусем, Кевін Файгі, що є президентом Marvel Studios, і Палак Патель — продюсерами.

### Зйомки
Знімальний період розпочався 11 липня 2022 у Фінансовому районі Бостона і тривав до 14 липня зі сценами, що моделюють Нью-Йорк 2000-х років. У цей час до акторського складу приєднався Адам Скотт, а дата виходу фільму була відкладена до 6 жовтня 2023. У серпні акторський склад поповнила Зосія Мемет. Зйомки також відбувалися в інших місцях на південному березі Массачусетсу, включаючи колишній ангар військово-морської авіаційної станції Південний Веймут. Зйомки проходили під робочою назвою «Клер» (Claire). Зйомки в Массачусетсі, зокрема для бостонської частини, тривали три місяці до вересня 2022. Пізніше фільм знімався в Нью-Йорку та Мексиці, а закінчення зйомок відбулося 15 жовтня.

## Прем'єра
Прем'єра «Мадам Павутина» у США відбулася 12 лютого 2024 року у форматі IMAX. Початкова дата була намічена на 7 липня 2023, потім її перенесли на 6 жовтня того ж року.

## Сприйняття
«Мадам Павутина» отримала негативні відгуки від критиків. На агрегаторі рецензій Rotten Tomatoes позитивними були тільки 13 % рецензій, середня оцінка склала 3,3/10. Водночас 55 % пересічних глядачів оцінили фільм позитивно. На Metacritic середньозважена оцінка склала 27 зі 100, що вказує на «загалом несхвальні» рецензії. Авдиторія, опитана CinemaScore, поставила фільму середню оцінку «C+» за шкалою від A+ до F, тоді як аудиторія PostTrak поставила йому 54 % позитивних оцінок.
На думку Бенджаміна Лі з The Guardian, фільм «такий же тупий і безглуздий, як і найгірший у жанрі», має погану експозицію та одні з найгірших прикладів продакт-плейсменту, а також позбавлений напруги. За словами критика, про фільм цікавіше читати в Вікіпедії, ніж дивитися його. За винятком дядька Бена, «Мадам Павутина» нічим не пов'язана з Людиною-павуком. В кращому випадку, це «окремий фільм у власному автономному всесвіті».
Елісон Вілмор у Vulture писала: окрім того що фільм поганий загалом, немає жодної причини переносити його дію в 2003 рік. «Мадам Павутина» містить багато реклами, що додає абсурду в фіналі, де на фабриці напоїв «Pepsi-Cola» лежать феєрверки. Єдине призначення «Мадам Павутини» — «доїти цю інтелектуальну власність заради будь-яких останніх крапель прибутку, які можна вичавити».
Микита Казимиров з ITC.ua зробив висновок про фільм: «якщо з нього Sony хоче почати новий етап розвитку свого кіновсесвіту Людини-павука без Людини-павука, то це ставить під сумнів усю доцільність існування такої франшизи». На думку критика, фільм не можна назвати цілком поганим, він кращий за «Морбіуса», має гарну технічну реалізацію, але сценарна структура «примарна та хитка», сюжетні лінії трьох супутниць Мадам Павутини не розкриті, її здібності працюють незрозумілим чином, а лиходія «неможливо серйозно сприймати» через його регулярні невдачі.